# تیفانی لیماس
تیفانی لیماس (انگلیسی: Tiffany Limos؛ زادهٔ january ۳۱, ۱۹۸۰ (۴۵ سال)) هنرپیشه، و مدل اهل ایالات متحده آمریکا است.
او با بازی در فیلم کن پارک به شهرت رسید.